# キャスタミアの雨
『キャスタミアの雨』はHBO(日本ではスター・チャンネルが放送)のファンタジー・ドラマ・シリーズである『ゲーム・オブ・スローンズ』の第3章『戦乱の嵐-前篇-』の第9話である。プロデューサーでもあるデイヴィッド・ベニオフ と D・B・ワイスによって、原作『剣嵐の大地』に基づいて脚本が書かれ、 デヴィッド・ナッターが監督した。
タイトルは、七王国で人気の歌の名であり、詞の内容は、かつてラニスター家の有力な旗主であったキャスタミアのレイン家が反逆した時に、タイウィンが冷酷に鎮圧したことを歌い、タイウィンの恐ろしさを警告するものである。レイン家と雨(レイン)がかけられている。
本エピソードは〈釁られた婚儀〉として原作の中でも最も記憶に残る出来事である、エドミュア・タリーとロズリン・フレイの婚儀を中心に描く。ルース・ボルトンとウォルダー・フレイが裏切り、ロブ、キャトリン、そしてスターク家とタリー家の兵を惨殺する。エドミュア、ブリンデンは生き残る。ハウンドとアリアはこれを目撃して逃げる。ジョン・スノウはイグリットらの一行から逃げ出す。ブランはリコンと別れる。 デナーリスはユンカイを制圧する。
本エピソードによって、デイヴィッド・ベニオフとD・B・ワイスは2013年プライムタイム・エミー賞脚本賞ドラマ部門にノミネートされた。

## あらすじ

### 〈北部〉
〈壁〉の北で、サムウェル・ターリー(ジョン・ブラッドリー)とジリ(ハンナ・マリー)は南に旅を続ける。サムは、〈壁〉沿いの無人の城である〈夜の砦〉の出入り口を使って〈壁〉を超えるつもりだと言う。
〈壁〉の南で、ブラン(アイザック・ヘンプステッド＝ライト)の一行は放棄された粉挽き場で休む。ジョン・スノウ(キット・ハリントン)と〈野人〉の一行は、馬飼いの老人の家を襲い、馬と金を奪うが馬飼いは逃げる。粉挽き場で、ブランとジョジェン・リード(トーマス・サングスター)が〈壁〉を超える方法を話し合っている時、ミーラ・リード(エリー・ケンドリック)は馬飼いが通りかかるのに気づく。馬飼いが〈野人〉たちに捕われた後、ホーダーが雷におびえて叫び始め、〈野人〉たちに見つかりそうになる。ブランは〈狼潜り〉(ウォーグ)の能力を使ってホーダーの心に入り意識を失わせる。
粉ひき場の外で、トアマンドは馬飼いを殺そうとするが、忠誠心を試すためにジョンに殺させようと、オレル(マッケンジー・クルック)が提案する。ジョンは無実の人間を殺すことができず、イグリット(ローズ・レスリー)が代わりに矢で殺す。ジョンの本心を知り、トアマンドはジョンを殺すよう命令する。イグリットがジョンを守ろうとするが、ジョンはイグリットを押しのける。ジョンがオレルと戦う間、トアマンドがイグリットを抑え込む。ブランは自分のダイアウルフのサマーの心に入ってジョンを助ける。サマーとゴーストがほかの〈野人〉たちを襲う間、ジョンはオレルを殺し、馬を盗み、イグリットを置き去りにして逃げて〈壁〉に向かう。夜、ブランはオシャ(ナタリア・テナ)に、リコンを連れてスターク家の旗主アンバー家の本拠である〈最後の炉端城〉(ラスト・ハース)に行くよう頼み、自分達は〈三つ目の鴉〉を探しに〈壁〉の向こう側に行くと言う。一行はすぐに出発する。

### 狭い海の向こう側
ユンカイ攻撃を話す会議で、ダーリオ・ナハーリス(エド・スクレイン)はデナーリス(エミリア・クラーク)に市の裏門のことを話し、そこから忍び込んで表門を開ければ軍を入れることができると言う。ジョラー・モーモント(イアン・グレン)はダーリオの計画を疑うが、デナーリスはグレイ・ワームの意見を聞き採用する。夜になり、ダーリオ、ジョラーそしてグレイ・ワームは裏門に着く。ダーリオは先に進み、市に仕える〈次子〉の司令官のふりをする。すぐに市に入ることを許され、ジョラーとグレイ・ワームについて来るよう合図をする。だが3人はユンカイの奴隷兵士に待ち伏せされ、多勢に無勢となる。3人はデナーリスのもとに戻り、奴隷たちを呼応させて市を占拠したと言う。

### 〈双子城〉
キャンプで、キャトリン(ミシェル・フェアリー)は、〈北の王〉である息子ロブ(リチャード・マッデン)と、ウォルダー・フレイとの同盟や、ラニスター家の本拠であるキャスタリーロック攻撃について話す。間もなくスターク軍はフレイ家の本拠〈双子城〉に着き、他の領主の家の屋根の下での安全を保証する”客の権利”の象徴であるパンと塩を与えられる。ロブは嫌味なウォルダー・フレイ公とその娘たちに謝罪する。ウォルダーは謝罪を受けいれるが、ロブが婚約を破った理由であるタリサ(ウーナ・チャップリン)を近くでよく見たいと言う。アリア(メイジー・ウィリアムズ)はいまだ”ハウンド” サンダー・クレゲイン(ロリー・マッキャン)に捕えられ、母と兄に会うために〈双子城〉に向かっている。ハウンドは〈双子城〉に運ぶ食料を積んだ荷車を引く商人を殴り倒して荷車を盗み、さらに殺そうとするが、アリアが止める。
夜、ウォルダーは娘のロズリンを花婿のエドミュア・タリー(トビアス・メンジーズ)のもとにエスコートし、エドミュアは花嫁の美しさに喜ぶ。間もなく二人は結婚し、祝宴が始まる。宴の半ばでウォルダーは床入りの儀式を始めさせ、新郎新婦は部屋に運ばれる。二人が去った後、ローサー・フレイが宴会場の扉を閉め、フレイ家の楽師はラニスター家の警告の歌である『キャスタミアの雨』を演奏し始めて、キャトリンは疑念を持つ。荷車で食料を運んで来たふりをして、ハウンドとアリアは〈双子城〉に着く。門から入ることを禁じられるが、アリアは姿を消す。
キャトリンは、ルース・ボルトン(マイケル・マケルハットン)が外套の下に鎖帷子を着込んでいるのに気付き、裏切りへの疑念は確信に変わる。ウォルダーが合図を出してフレイ家の者にスターク家を襲わせ、キャトリンはロブに警告しようとする。だがロブが行動を起こす前に、ローサーが身籠ったタリサの腹を何度も刺して殺す。剣を抜こうとした時、ロブは石弓に射ぬかれる。アリアは門の中に忍び込み、フレイ家の者がスターク家の兵士とロブのダイアウルフのグレイウィンドを殺すのを見る。アリアはハウンドに殴られて気絶させられ、城の外に運び出されて救われる。キャトリンは石弓に射ぬかれて傷つきながらも、ウォルダーの若妻を捕えて人質とし、ロブの助命を訴える。ウォルダーは拒否し、ルース・ボルトンはロブの心臓を突き刺し、〈ハレンの巨城〉でジェイミーから受け取った「ラニスター家の挨拶」をもたらす(『女剣士と熊』)。キャトリンは泣き叫び、復讐のためにウォルダーの妻を殺すが、ウォルダーの息子ブラック・ウォルダー・リヴァーズに喉を掻き切られる。

## 製作

### 脚本
原作第三部『剣嵐の大地』の第41-43、50-53章に基づいて、プロデューサーでもあるデイヴィッド・ベニオフ と D・B・ワイスが脚本を書いた。
本エピソードは、シリーズで最も重要な転換点の一つである、〈釁られた婚儀〉と呼ばれる、スターク家が裏切られ殺される出来事を描く。ベニオフとワイスが原作を読んでいる時、この悲劇は二人に深い衝撃を与え、テレビ・シリーズ化の権利を得ることを決めたと言う。

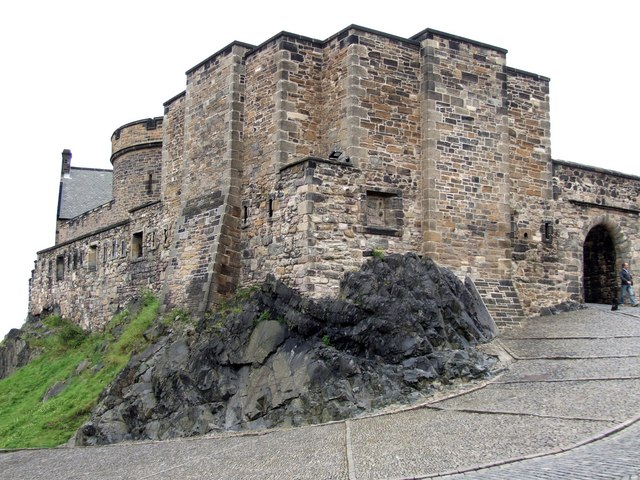
〈釁られた婚儀〉は1440年にエディンバラ城で起きた”ブラック・ディナー”から着想された

ジョージ・R・R・マーティンは、物語の構想を練っている初期に、〈釁られた婚儀〉の着想を得て、三部作の第一部のクライマックスに据えようと考えた(実際には、七部作の第三部のクライマックスになった)。マーティンはスコットランドの歴史上の出来事から着想を得た。その一つは、スコットランドの王ジェームズ2世が強力なダグラス氏族をエディンバラ城に招いた、”ブラック・ディナー”（en）として知られる出来事である。死の象徴である黒い雄牛の頭が正餐の最後に出され、太鼓が一つだけ鳴らされ続ける中、ダグラス氏族は虐殺された。原作者が着想を得たもう一つの出来事は、マクドナルド氏族が客として招いたキャンベル氏族に38人を殺された、グレンコーの虐殺である。
マーティンは、〈釁られた婚儀〉が最も書き辛かったシーンだと言う。マーティンは、小説を登場人物の視点から書き、絆を作り上げるために、つねに登場人物の中に入り込もうとする。虐殺で殺されるマイナーな人物にまで共感した。あまりにも書き辛かったため、この章を飛ばしてほかの章が完成した後で、自らを強いてこの章を書かせたと言う。2012年のコミックコンで、マーティンは放送時にはテレビのない国に行くと冗談を飛ばした。
マーティンはまた、この物語は子が父の死の復讐をする物語であると言う間違った期待を読者に抱かせないように、ロブを殺したと言う。原作では死なないジェイン・ウェスタリングに対応するタリサを殺したのは、ロブの子が父親の死の復讐をできないようにするためである。

### キャスト
バンド『コールドプレイ』のドラマー兼バックボーカリストのウィル・チャンピオンが、婚儀の楽師としてカメオ出演している。

## 評判

### 視聴者数
初回放送は522万人が視聴し、18-49歳の層では2.8%の視聴率を得た。同夜の再放送は108万人が視聴したので合計は630万人の視聴者となった。

### 賞
本エピソードは2013年プライムタイム・エミー賞脚本賞ドラマ部門、および編集賞ドラマシリーズ部門にノミネートされた。また2014年ヒューゴー賞映像部門の短編部門にノミネートされた。

## 参照
1. ↑  Kondolojy, Amanda (2013年6月4日). “Sunday Cable Ratings: 'Game of Thrones' Wins Night + 'Keeping Up With the Kardashians', 'Real Housewives of New Jersey', 'Breaking Amish', 'Mad Men' & More”. TV by the Numbers. 2013年6月4日閲覧。